# مقياس انحراف الثقل الساقط
مقياس انحراف الثقل الساقط هو جهاز اختبار يستخدمه المهندسون المدنيون لتقييم الخصائص الفيزيائية للأسطح المرصوفة.

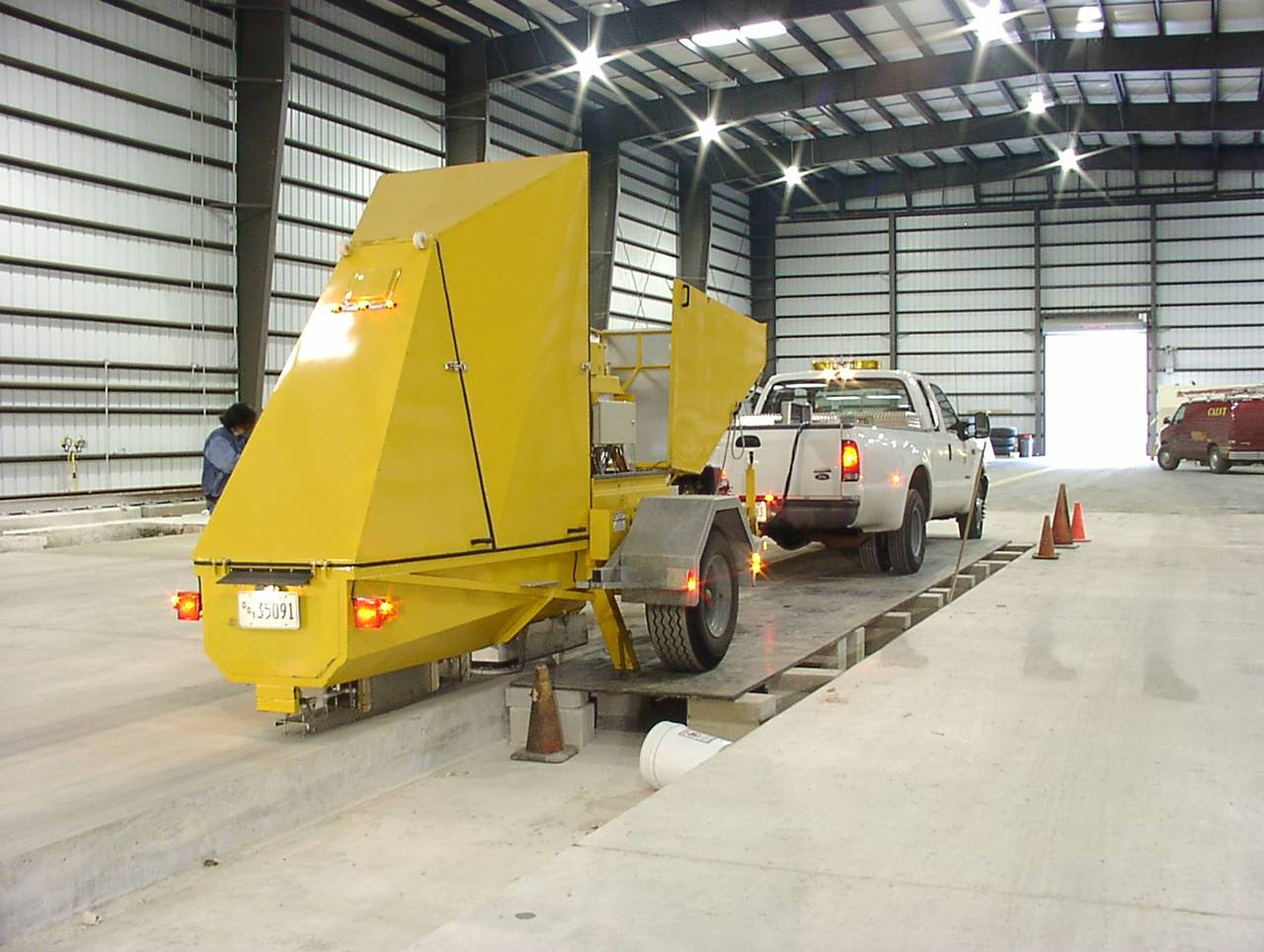

تُستخدم بيانات مقياس انحراف الثقل الساقط أساسًا لتقدير سعة الأسطح المرصوفة من ناحية تصميم الأبعاد وتحديد وجود حمل زائد على السطح المرصوف.
يشمل الاستخدام (على سبيل الذكر لا الحصر) الطرق السريعة والطرق المحلية وأرصفة المطار ومناطق الميناء ومسارات السكك الحديدية.
عادة ما يكون الجهاز موجودًا في مقطورة يمكن سحبها إلى مكان بواسطة سيارة أخرى.
يمكن أيضًا تشييد الجهاز على شاحنة نصف نقل أو داخل شاحنة صغيرة.
هناك أيضًا وحدات شاملة يُركَّب فيها جهاز مقياس انحراف الثقل الساقط على شاحنة ثقيلة مع عربة رادار قياس الأرض وأجهزة حماية مثبتة على الشاحنات للحصول على مركبة مسح طريق متكاملة.
يُصمم مقياس انحراف الثقل الساقط لنقل ذبذبة الحمل إلى السطح المرصوف والتي تحاكي الحمل الناتج عن دوران عجلة مركبة.
يُنتَج الحمل بإسقاط وزن كبير، ويُنقَل إلى السطح المرصوف عبر لوحة تحميل دائرية –بقطر 300 ملم على الطرق و450 ملم على المطارات_.
تقيس خلية تحميل مثبتة أعلى لوحة التحميل الثقل المنتقل إلى السطح المرصوف.
قد تكون لوحة التحميل متماسكة أو منقسمة.
تتمثل ميزة لوحة التحميل المنقسمة باعتمادها على شكل السطح المرصوف، الأمر الذي يوفر توزيعًا متساويًا للحمل على الأسطح غير المستوية.
عادة ما يكون الحمل المُطبّق أثناء اختبارات الطريق نحو 40 كيلونيوتن ما ينتج ضغطًا بمقدار 567 كيلوباسكال تقريبًا أسفل لوحة التحميل (50 كيلونيوتن / 707 كيلوباسكال وفقًا للمعيار الأوروبي).

## نظام تأثير الحمل
يوجد نوعان مختلفان من أنظمة تأثير الحمل؛ الكتلة المنفردة (على سبيل المثال دايناتسيت، سويكو –كارل برو سابقًا، بيف تيستنغ) والكتلة المزدوجة. في نظام الكتلة المنفردة، يُسقَط الثقل على عازل منفرد متصل بلوحة تحميل، والتي تقع على السطح المُراد اختباره. تُنقل قوة الحمل عبر اللوحة، وتنتج اللوحة انحرافًا بمقدار يحاكي حمل العجلة. في نظام الكتلة المزدوجة، يسقط الثقل على نظام عزل ثنائي، والذي يتكون من عازل أول، وثقل آخر، وعازل ثاني. يستند هذا المبدأ إلى قانون حفظ الزخم الذي يتمثل بصدامات مرنة بين كتلتين غير متساويتين. ينتج نظام الكتلة المزدوجة أساسًا مدة تحميل أطول تحاكي حمل العجلة بدقة أكبر. يتميز نظام الكتلة المزدوجة بقدرة عالية على إعادة إنتاج المواد ويعطي نتيجة أكثر دقة على الأرصفة المبنية على التربة الناعمة. قد يبالغ نظام الكتلة المنفردة بتقدير سعة الأرصفة المبنية على التربة الناعمة بشكل كبير بسبب القصور الكبير في كتلة المواد المرصوفة. لا يمكن تجاهل تأثير شكل ذبذبة الحمل ووقت التزايد لأن ذلك من شأنه التأثير على قيم الذروة للانحراف المركزي بنسبة تتراوح من 10% إلى 20%. مع ذلك، تتميز أجهزة مقياس انحراف الثقل الساقط منفردة الكتلة بصغر حجمها ورخص سعرها وسرعتها. طوّرت شركات جيوترون وبيف تيستنغ وكواب في عام 2015 أجهزة مقياس انحراف الثقل الساقط للسوق الهندية بصورة مستقلة.

## مستشعرات الانحراف
تقيس مستشعرات الانحراف (سماعات أرضية؛ مقاييس الزلازل لموازنة القوى) المثبتة شعاعيًا من مركز لوحة التحميل تشوه الرصيف الناجم عن الاستجابة للحمل. يبلغ مقدار الموازنات النموذجية 0، و200، و300، و450، و600، و900، و1200، و1500 ملم. يُرمَز إلى الانحرافات المُقاسة بواسطة هذه المستشعرات برموز دي 0، ودي 200، ودي 300 وما إلى ذلك. تتمثل مزايا أجهزة قياس الزلازل مقارنة بالسماعات الارضية بأنها أجهزة معايرة مدمجة وذات نطاق أعلى (5 ملم مقابل 2 ملم). تكون السماعات الارضية أكثر حساسية للاضطرابات قبل حدوث التأثير مباشرة منذ تضمين الخطأ الأولي. غير أن السماعات الأرضية أرخص بكثير من أجهزة قياس الزلازل. تستخدم دايناتسيت، سويكو –كارل برو سابقًا، بيف تيستنغ السماعات الأرضية بينما تمتلك كواب أجهزة قياس زلازل في أجهزة مقياس انحراف الثقل الساقط المعيارية بينما تستخدم السماعات الأرضية في نماذجها ذات التكلفة القليلة.